# 多功能廳
多功能大厅，是主要用于举办戏剧、音乐会、体育、博览会等各类演出及活动的综合型大厅建筑设施。

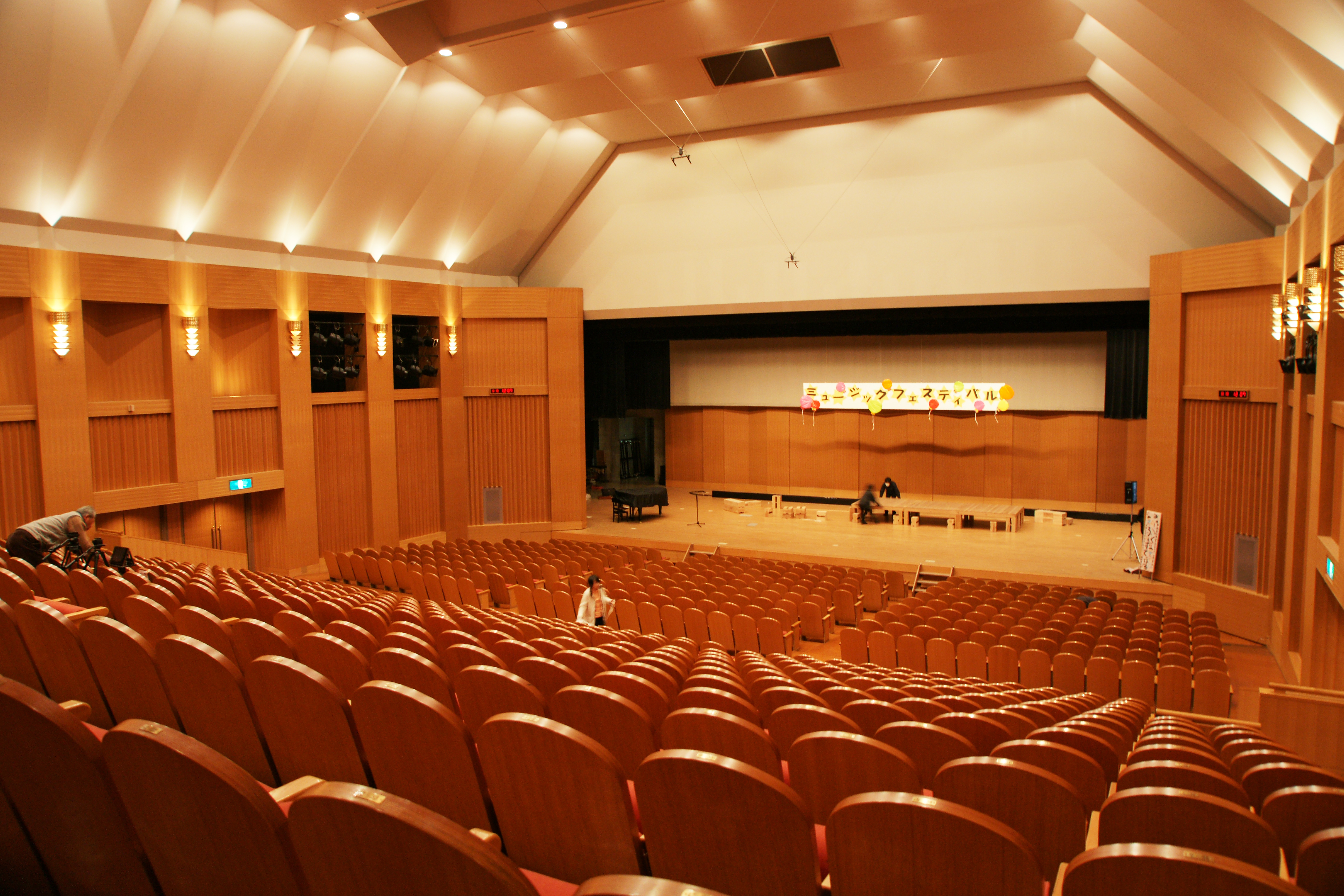
太子町立文化会馆飞鸟大厅

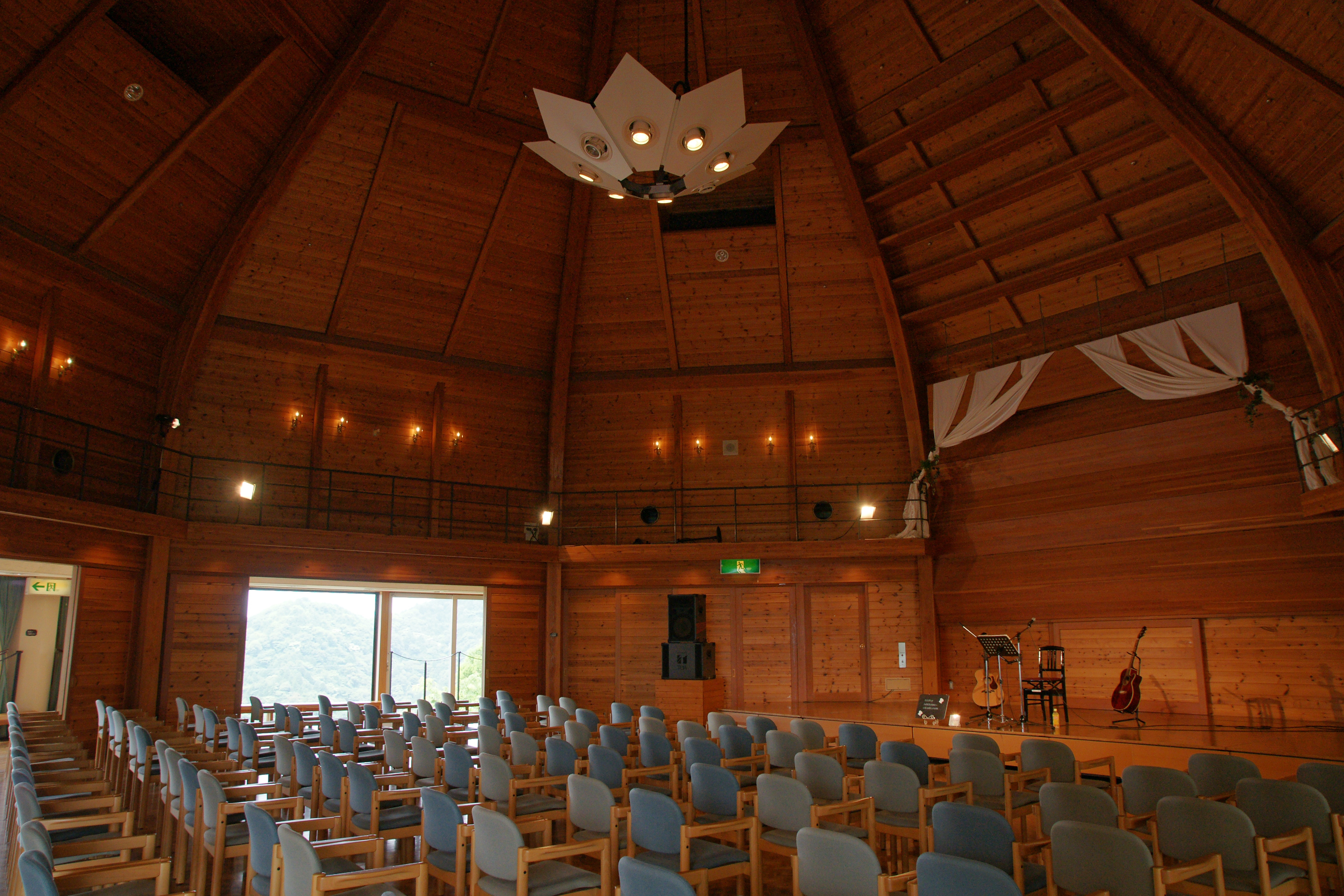
布引香草园森林大厅，系中小规模设施

## 设施构造
常见的多功能大厅由舞台和阶梯式观众席两部分组成。可容纳观众2500人以上；多数为500至2000人规模。照明和音箱采用戏剧演出对应的设备，或音乐演出团体自备的闪光灯和调音台、音箱。1000人以上场馆多分为2层观众席，以此类推还有3层观众席。大厅内部配有天幕和正反手的花道。移动座位多位于固定座位平行的位置。
还有一类“超多功能大厅”，是优先考虑音箱效果而设计的大厅结构。移动座位根据实际上座率增减。可作为一个活动中心使用。中小规模的大厅，没有与活动中心对应的舞台、竞技场、座位。 大型规模的大厅，如竞技场，会配有2层以上的座位和第1层的移动座位，对应中心舞台、两侧舞台。主要用作室内体育活动场地。 

## 站外链接
- 多功能大厅（页面存档备份，存于）－北京俄罗斯文化中心.